# Bolchov
Bolchov (rusky Бо́лхов) je město v Orelské oblasti v Ruské federaci. Při sčítání lidu v roce 2010 měl přes jedenáct tisíc obyvatel.

## Poloha a doprava
Město leží při ústí potoka Bolchovky do Nugry, levého přítoku Oky v povodí Volhy. Od Orlu, správního střediska oblasti, je Bolchov vzdálen zhruba šedesát kilometrů severně, od Moskvy, hlavního města federace, přibližně 270 kilometrů jihozápadně.
Přes město prochází v severojižním směru silnice R92 z Kalugy přes Beljov do Orlu.

## Dějiny
První písemná zmínka o Bolchovu je z dvanáctého století. V šestnáctém století byl Bolchov jednou z pevností na jižní hranici Moskevského knížectví.
Na přelomu dubna a května roku 1608 porazil Lžidimitrij II. s podporou polských vojsk u Bolchova cara Vasilije IV.
V roce 1778 se Bolchov stal městem.
Za druhé světové války byl Bolchov od 9. října 1941 do 28. července 1943 obsazen německou armádou.

### Rodáci
- Jevgenij Alexejevič Preobraženskij (1886–1937), revolucionář